# Сентрал Појнт (Орегон)
Сентрал Појнт (енгл. Central Point) град је у америчкој савезној држави Орегон.

## Демографија
По попису из 2010. године број становника је 17.169, што је 4.676 (37,4%) становника више него 2000. године.
| Група             | 2000.          | 2010.          |
| Белци             | 11.490 (92,0%) | 14.757 (86,0%) |
| Афроамериканци    | 31 (0,2%)      | 64 (0,4%)      |
| Азијати           | 91 (0,7%)      | 180 (1,0%)     |
| Хиспаноамериканци | 527 (4,2%)     | 1.553 (9,0%)   |
| Укупно            | 12.493         | 17.169         |